# ماريانا غارزا
ماريانا غارزا (بالإسبانية: Mariana Garza)‏ هي مغنية وممثلة مكسيكية، ولدت في 19 أكتوبر 1970 في مدينة مكسيكو في المكسيك.

## وصلات خارجية
- ماريانا غارزا على موقع IMDb (الإنجليزية)
- ماريانا غارزا على موقع ميوزك برينز (الإنجليزية)
- ماريانا غارزا على موقع ديسكوغز (الإنجليزية)
- ماريانا غارزا على موقع قاعدة بيانات الفيلم (الإنجليزية)